# Види-двійники
Види-двійники або види-близнюки — загальне позначення усіх випадків виявлення двох (або більше) біологічних видів, які не розрізняються за загальноприйнятими у систематиці певної групи морфологічними (та іншими) ознаками.

## Тлумачення поняття
Серед назв цього кола об'єктів поширені такі, як «сестринські види», «види-близнюки», «криптичні види». В англомовній літературі види-двійники згадуються під назвою «sibling species», а останнім часом, після вичерпання морфологічних критеріїв для їхнього розрізнення — як «cryptic species» (криптичні види).
Формування поняття видів-двійників сталося в середині ХХ ст. після праць Е. Майра та інших еволюціоністів і набуло широкого поширення в період запровадження у практику таксономічних досліджень порівняльно-генетичних методик аналізу популяцій, зокрема вивчення хромосомних наборів.
Види-двійники формують криптичне різноманіття флори і фауни. Більшість випадків виявлення двійників пов'язана з аналізом мінливості «класичних» видів на рівні тонкої морфології, хромосомних наборів тощо. Останнім часом криптичне різноманіття активно вивчають із застосуванням аналізу нуклеїнових послідовностей.
Вивчення криптичного різноманіття є однією з ключових задач вивчення і охорони біорізноманіття, зокрема в диверсикології (вивчення) та созології (охорона).
Значну частку криптичного різноманіття становлять аловиди та напіввиди, тобто географічні раси, що заміщують одна одну у просторі і статус яких (окремі види чи підвиди єдиного політипного виду) часто залежить від концепції виду, яку сповідує той чи інший дослідник або дослідницька школа. На відміну від таких ситуацій, власне види-двійники, тобто види-двійники у вузькому розумінні цього поняття — це однозначно генетично різні репродуктивно ізольовані популяції, що сходять до складу однієї місцевої фауни і часто входять до складу одних і тих самих угруповань.
| особливість         | види-двійники            | аловиди                  |
| ------------------- | ------------------------ | ------------------------ |
| просторові взаємини | ареали перекриваються    | ареали не перекриваються |
| гібридизація        | репродуктивно ізольовані | просторово ізольовані    |

## Види-двійники в Україні

Приклад аловидового комплексу: ареали двійників мишівок Sicista strandi та Sicista betulina (за)

Для фауни хребетних тварин України оцінки криптичного різноманіття складають близько 10-20 % загального складу сучасної фауни. Найвідомішими в Україні стали дослідження поліплоїдних комплексів  зелених ропух (дослідження Є. Писанця) та «звичайних» полівок (дослідження В. Гайченка та І. Загороднюка). Складний комплекс видів-двійників описано для гризунів роду мишаків (Sylvaemus). Тепер види-двійники виявлені серед найрізноманітніших груп хребетних тварин, у тому числі риб, птахів, плазунів, ссавців. В окремих випадках дослідники виявляють надзвичайно складні напіввидові комплекси, в яких види здатні до гібридизації або навіть мають гібридне походження, проте зберігають низку видоспецифічних ознак. Таке явище описано під назвою «клептон» і виявлено, зокрема, в комплексі зелених жаб (група Rana esculenta).

## Виноски
1. ↑  Загороднюк, 2007 (Вісн. Дніпропетр. ун-ту. Сер. Біол. Екол. — 2007. — Вип. 15 (1). — С. 45–53).